# Just Dance (песня)
«Just Dance» (с англ. — «Просто танцуй») — песня американской певицы Леди Гаги при участии Colby O'Donis, выпущенная в апреле 2008 года в качестве дебютного сингла с альбома The Fame. Авторами являются Стефани Джерманотта, Аляун «Akon» Тиам и Надир Хаят, который также выступил в роли продюсера. Песня написана под влиянием R&B-жанра и повествует об ощущениях в состоянии алкогольного опьянения в ночном клубе.
Песня получила положительные отзывы музыкальных критиков, которые хвалили сочетание синти-попа с элементами клубного гимна. Композиция пользовалась коммерческим успехом, заняв первые места в чартах США, Австралии, Канады, Ирландии, Нидерландов и Великобритании, а также вошла в десятку лучших синглов во многих странах. После пяти месяцев нахождения в Billboard Hot 100 песня «Just Dance» стала «неожиданным хитом» и достигла вершины чарта в январе 2009 года, хотя была выпущена ещё в апреле 2008.

## Создание композиции

Гага исполняет песню «Just Dance» на The Monster Ball Tour.

Песня «Just Dance» написана Гагой и Эйконом совместно с RedOne, который также спродюсировал трек. В интервью журналу «Heat magazine» Гага сказала:

«У меня было ужасное похмелье. Я написала песню за 10 минут совместно с RedOne. И я в первый раз была в Голливудской студии звукозаписи. В очень винтажной, огромной комнате с огромными колонками».

Гага написала «Just Dance» в январе 2008 года. По её утверждению, это была «тяжёлая работа и многие люди сначала не верили в неё». В интервью «Contactmusic.com» Гага говорила, что «Just Dance» — это счастливая запись и она ценится людьми, которые проходят через различные жизненные трудности, такие как потеря работы, дома и так далее. Позже, в интервью «Artistdirect.com», Гага объясняла, что создавая «Just Dance», она хотела создать прекрасную запись.

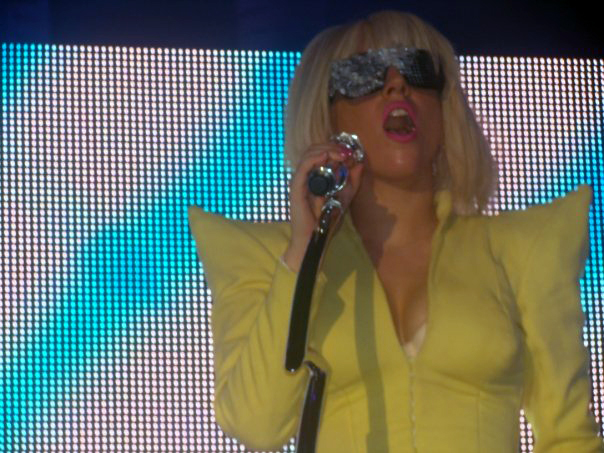
Леди Гага исполняет песню «Just Dance» во время The Fame Ball Tour.

Когда её спросили о причинах популярности песни, она сказала, что:

«Каждый человек ищет песню, которая действительно отвечает тем радостям, которые хранятся в наших душах и сердцах и под которую можно хорошо провести время. Просто эта песня об этом. Это чувствуется и когда ты слушаешь песню, она заставляет тебя хорошо себя чувствовать. Ничего более. Я не думаю, что нужны какие-то аэрокосмические исследования, когда дело доходит до сердца. Я думаю, что эта песня просто душевная».

## Музыка и лирика
«Just Dance» — это ритмичная танцевальная песня. В песне совмещаются прямолинейные маршевые биты, электроника и элементы R&B. Песня записана в сложном темпе, с битрейтом в 124 удара в минуту, в тональности До-минор. Пение Гаги охватывает 2 октавы, с ноты Соль-3 до До-5. Песня начинается со звучания синтезаторов в быстром темпе и произнесением Гагой имени «RedOne». Песня звучит в том же темпе в припеве. Припев аранжирован такой последовательностью аккордов: F—Am—C—G—D—F—Am—C—G—D—F. Колби О’Донис поёт интерлюдию в той же тональности, что и Гага.
Лирика песни задаёт провокационную перспективу, начинаясь словами: «Что происходит на танцполе? Я люблю эту песню, детка, но я больше не могу сфокусировать свой взгляд». Лирика, в целом, говорит о том, что значит подвергнуться полной интоксикации на вечеринке. Произнесение слова «A RedOne», в начале песни, часто путают с «red wine» (рус. Красное вино), но в действительности Гага просто представляет своего продюсера RedOne.

## Критика

Леди Гага исполняет песню «Just Dance» на «The Monster Ball Tour» в Кардиффе

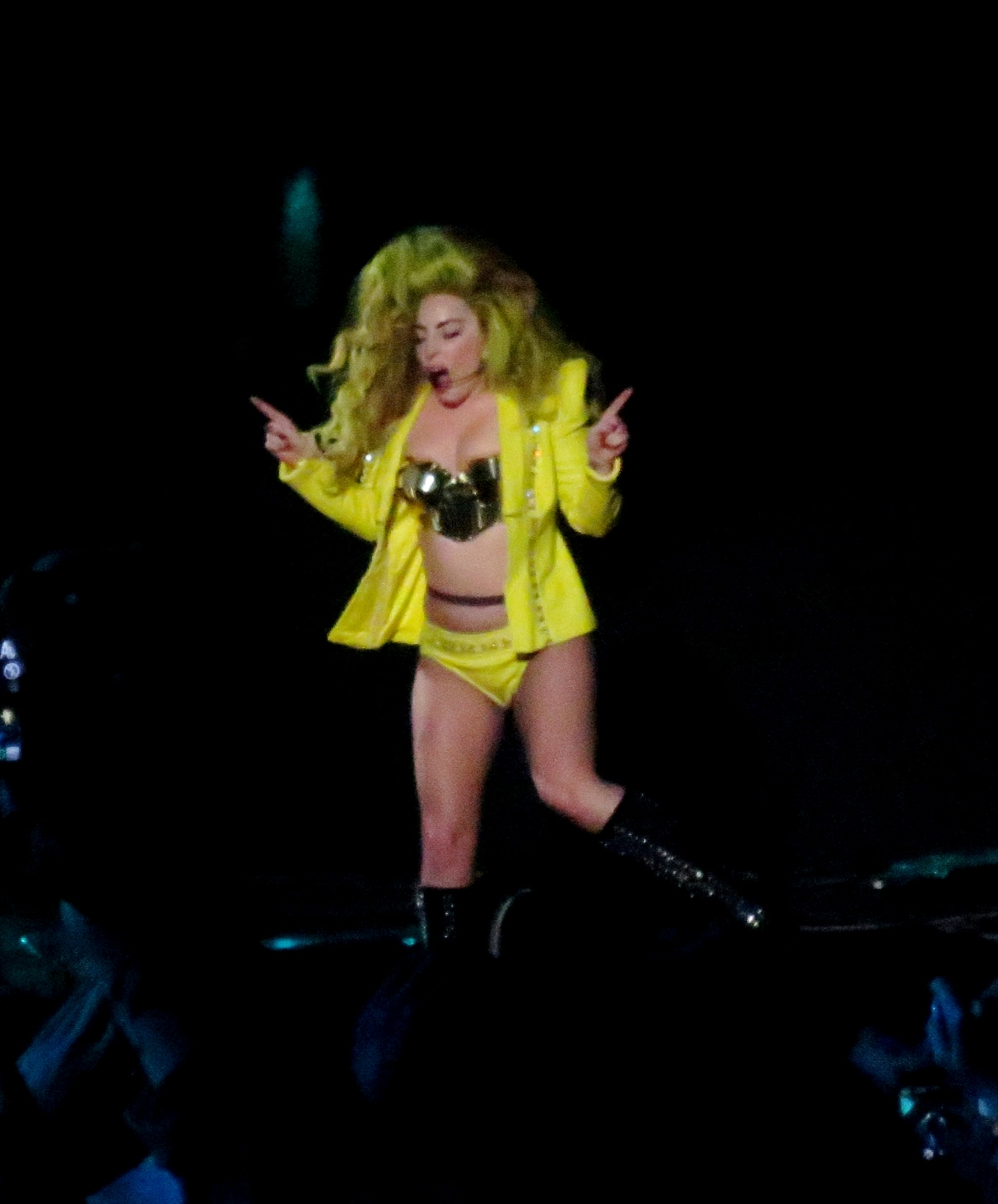
Леди Гага исполняет песню на «Lady Gaga Live at Roseland Ballroom»

Песня, в основном, получила положительные отзывы. Мэтью Чизлинг, из Allmusic, описал песню, как «галактическую» и сравнил с другой песней из альбома «The Fame», «Money Honey». Алекс Петридис из «The Guardian» назвал песню «соблазнительно-навязчивым рассказом о принятии лёгких наркотиков, с комбинацией из прямолинейных марширующих битов, пилозвучащей электроники и небольшим налётом R&B, который имеет необъяснимое сходство с песней „Maneater“ Нелли Фуртадо». Бэн Нормэн из «About.com» сказал, что песня «открывает альбом как воительница-валькирия […] триумфально едущая впереди её армии. Если вы не знаете эту песню, используйте свой браузер. Я не буду тратить время на объяснение того, как эта песня звучит». Однако он также добавил, что песня не является инновационной, и сравнил её с работами таких артистов, как Рианна, Крис Браун и Pussycat Dolls. Билл Лэмб из «About.com» назвал песню авторской, но достаточно броской для Гаги, чтобы она была замечена мейнстримом. Он также добавил, что «Just Dance» очень сильная композиция и она показывает поразительный голос Гаги, но в конечном счёте, она является просто неплохой танцевальной поп-песней. Он также отметил неплохой вокал Колби О’Дониса. Эван Соудэй из «PopMatters.com» сказал, что «Just Dance» является сильно броским синглом и прекрасным индикатором того, о чём говорит весь альбом. Бэн Хогвуд из «MusicOMH.com» похвалил песню, сказав, что «вы не найдёте более захватывающую оду вечеринке в этом году, чем хит „Just Dance“ — отполированный бриллиант, который захватит ваш разум на следующие несколько недель». Фридом Лу Лас из «The Washington Post» описал песню, как «наполненную бессмысленным воздушным синти-попом, который соответствует низкосортному танцевальному настроению с Гагиным холодным, почти свободным вокалом, воспевающим радости танца». Линн Сексберг из «The Ottawa Citizen», описывая Гагин тур «The Fame Ball Tour», назвал песню прекрасным клубным гимном, который можно исполнять хором. Дамир Сагдиев, из «Afisha.uz», назвал песню «живым и энергичным клубным треком», отметив хорошую работу продюсера песни RedOne.

## Список композиций
| - U.S. 'The Remixes' CD single 1. «Just Dance» — 4:02 2. «Just Dance» (HCCR’s Bambossa Main Mix) — 7:12 3. «Just Dance» (Richard Vission Remix) — 6:13 4. «Just Dance» (Trevor Simpson Remix) — 7:20 - U.S. promo club CD 1. «Just Dance» — 4:02 2. «Just Dance» (Instrumental) — 4:00 3. «Just Dance» (A Capella) — 3:58 - U.S. promo remix CD 1. «Just Dance» — 4:02 2. «Just Dance» (Instrumental) — 4:00 3. «Just Dance» (A Capella) — 3:58 4. «Just Dance» (HCCR’s Bambossa Main Mix) — 7:14 5. «Just Dance» (Richard Vission Remix) — 6:14 6. «Just Dance» (Trevor Simpson Remix) — 7:21 7. «Just Dance» (HCCR’s Bambossa Radio Edit) — 3:26 8. «Just Dance» (Trevor Simpson Edit) — 3:35 9. «Just Dance» (HCCR’s Bambossa Dub) — 5:56 - Australian CD single 1. «Just Dance» — 4:02 2. «Just Dance» (Trevor Simpson Remix) — 7:21 - German CD maxi single 1. «Just Dance» — 4:02 2. «Just Dance» (HCCR’s Bambossa Main Mix) — 7:14 3. «Just Dance» (Instrumental) — 4:00 4. «Just Dance» (Video) — 4:10 - Other Versions Remixes - «Just Dance» (Tony Moran Remix) — 9:05 | - German CD single 1. «Just Dance» — 4:02 2. «Just Dance» (Trevor Simpson Remix) — 7:21 - French CD maxi single 1. «Just Dance» — 4:02 2. «Just Dance» (Glam As You Radio Mix) — 3:39 3. «Just Dance» (Glam As You Club Mix) — 6:25 - U.S. promo remixes part 2 CD-R 1. «Just Dance» (RedOne Remix) — 4:18 2. «Just Dance» (Space Cowboy Remix) — 5:01 3. «Just Dance» (Robots To Mars Mix) — 4:37 4. «Just Dance» (Tony Arzadon Remix) — 6:24 - UK CD single 1. «Just Dance» (Main Version) — 4:02 2. «Just Dance» (RedOne Remix) — 4:18 - UK 7" numbered picture vinyl disc 1. «Just Dance» (Main Version) — 4:02 2. «Just Dance» (HCCR’s Bambossa Main Mix) — 7:14 - Japanese digital single 1. «Just Dance» — 4:02 2. «Just Dance» (HCCR’s Bambossa Main Mix) — 7:14 3. «Just Dance» (Richard Vission Remix) — 6:14 4. «Just Dance» (Trevor Simpson Remix) — 7:24 |

## Чарты и сертификации
| Чарт (2008—2009)          | Высшая позиция |
| ------------------------- | -------------- |
| Австралия                 | 1              |
| Австрия                   | 8              |
| Бельгия (Фландрия)        | 13             |
| Бельгия (Валлония)        | 15             |
| Чехия                     | 5              |
| Канада                    | 1              |
| Дания                     | 6              |
| Нидерланды                | 1              |
| Финляндия                 | 7              |
| Франция                   | 14             |
| Германия                  | 10             |
| Ирландия                  | 1              |
| Япония                    | 2              |
| Новая Зеландия            | 3              |
| Норвегия                  | 3              |
| Россия                    | 9              |
| Испания                   | 3              |
| Швеция                    | 3              |
| Швейцария                 | 8              |
| Великобритания            | 1              |
| США Billboard Hot 100     | 1              |
| США Hot Dance Club Songs  | 2              |
| США Hot R&B/Hip-Hop Songs | 72             |
| США Pop 100               | 1              |

| Чарт (2008)    | Высшая позиция |
| -------------- | -------------- |
| Австралия      | 7              |
| Канада         | 6              |
| Франция        | 73             |
| Новая Зеландия | 12             |
| Швеция         | 15             |

| Чарт (2009)              | Высшая позиция |
| ------------------------ | -------------- |
| Австралия                | 70             |
| Австрия                  | 38             |
| Бельгия (Фландрия)       | 42             |
| Бельгия (Валлония)       | 54             |
| Канада                   | 3              |
| Danish Singles Chart     | 17             |
| Dutch Top 40             | 7              |
| European Hot 100 Singles | 30             |
| German Singles Chart     | 33             |
| Hungarian Airplay Chart  | 7              |
| Irish Singles Chart      | 4              |
| Spanish Singles Chart    | 21             |
| Swedish Singles Chart    | 85             |
| Swiss Singles Chart      | 20             |
| UK Singles Chart         | 3              |
| US Billboard Hot 100     | 3              |

| Чарты (2000-09)       | Высшая позиция |
| --------------------- | -------------- |
| Австралия             | 12             |
| Великобритания        | 24             |
| США Billboard Hot 100 | 35             |

|}

## Хронология релиза
| Страна         | Дата выпуска    | Формат                                   |
| -------------- | --------------- | ---------------------------------------- |
| США            | 8 апреля 2008   | CD-сингл                                 |
| Канада         | 17 июня 2008    | CD-сингл                                 |
| Франция        | 13 июня 2008    | Remixes EP — Цифровая дистрибуция        |
| Канада         | 25 ноября 2008  | Remixes EP — Цифровая дистрибуция        |
| США            | 4 ноября 2008   | Remixes Part 2 EP — Цифровая дистрибуция |
| Канада         | 4 ноября 2008   | Remixes Part 2 EP — Цифровая дистрибуция |
| Великобритания | 24 декабря 2008 | CD-сингл, 7"                             |
| США            | 6 января 2009   | 7"                                       |